# Comitato di Pozsony
Il comitato di Pozsony (in ungherese Pozsony vármegye, in slovacco Prešporská župa, in tedesco Komitat Pressburg, in latino Comitatus Posoniensis) è stato un antico comitato del Regno d'Ungheria, oggi situato nella Slovacchia occidentale. Capoluogo del comitato era la città di Presburgo, oggi Bratislava (in ungherese Pozsony).

## Geografia fisica
Il comitato di Pozsony era situato al margine tra Carpazi occidentali e la Pianura Pannonica e confinava con il territorio austriaco dell'Austria Inferiore, nonché con gli altri comitati di Nitra, Komárom, Győr e Moson. Il comitato era nettamente delimitato dal fiume Morava ad ovest, dal fiume Váh ad est e dal Danubio al sud e comprendeva anche gran parte dello Žitný ostrov, la più grande isola fluviale d'Europa.

## Storia
Nel corso della storia il comitato di Pozsony è sempre stato uno dei territori più prosperi del Regno d'Ungheria, soprattutto grazie alla sua vicinanza con Vienna e alla sua caratteristica di punto di incontro tra le culture tedesca, magiara e slava. Nel XVIII e XIX secolo la popolazione era composta prevalentemente da ungheresi, slovacchi (al nord), tedeschi (a Presburgo/Bratislava e nelle maggiori città) e croati (soprattutto vicino al capoluogo).
In seguito al Trattato del Trianon (1920) l'intero comitato venne assegnato alla neonata Cecoslovacchia (dove rimase immutato nei suoi limiti territoriali fino al 1927), salvo una piccolissima parte a sud del Danubio che rimase in Ungheria e fu attribuita al nuovo comitato di Győr-Moson-Pozsony.
Ulteriori modifiche territoriali si ebbero temporaneamente nel 1938, quando la parte meridionale del vecchio comitato fu restituita all'Ungheria in seguito al Primo arbitrato di Vienna. In quell'occasione vennero ridisegnati i confini, fondendo alcune parti riconquistate con il comitato di Komárom e riunendole altre sotto il nuovo comitato di Nyitra-Pozsony, con capitale Nové Zámky.
Dall'indipendenza della Slovacchia (1993) il territorio dell'antico comitato è diviso tra la regione di Bratislava e quella di Nitra.